# Кроасан
Кроасанът (на френски: croissant, букв. „полумесец“) е кифла от многолистно тесто, с краве масло във формата на полумесец.
За първи път кроасани се изпичат през 1686 г. по време на турската обсада на Виена. Според легендата местните хлебопекари предупредили охраната на града за промъкващите се в подземните канали турци, с което спасили града и обсадата била свалена. В чест на това изпекли сладкиша в тази форма по идея от полумесеца на знамето на Османската империя. Впоследствие французите изменят рецептата, като налагат предварителното втасване на тестото и неколкократното му охлаждане и разточване с добавка на масло, с което става едно от олицетворенията на френската кухня. В крайния продукт се съдържат около 20% мазнини.. Във Франция кроасанът се сервира топъл и намазан с масло, в САЩ го заливат с топинг (шоколад, карамел и др.) или го правят с плънка от спанак.